# 庫揚 (澳大利亞國會選區)
庫揚選區（英語：Division of Kooyong），是澳大利亞維多利亞州的下議院選區，位於該州首府墨爾本以東，因地而名。面積49平方公里。
選區始於1900年，是原始的七十五個國會選區之一。本區一直是保守陣營的大本營，史上上在任最長的總理羅伯特·孟席斯便是代表這選區。2010年至今的當區議員是自由黨的約書亞·弗呂登堡。